# Chondrocladia
Genre
Synonymes
- Crinorhiza Schmidt, 1880
- Meliiderma Ridley & Dendy, 1887

Chondrocladia est un genre d'éponges de la famille Cladorhizidae. Les espèces de ce genre sont marines.

## Liste des sous-genres
Selon World Register of Marine Species (25 mai 2016) :
- sous-genre Chondrocladia (Chondrocladia) Thomson, 1873
- sous-genre Chondrocladia (Meliiderma) Ridley & Dendy, 1887
- sous-genre Chondrocladia (Symmetrocladia) Lee, Reiswig, Austin & Lundsten, 2012

## Liste d'espèces
Selon World Register of Marine Species (25 mai 2016) :
- Chondrocladia albatrossi Tendal, 1973
- Chondrocladia amphactis (Schmidt, 1880)
- Chondrocladia antarctica Hentschel, 1914
- Chondrocladia arctica (Hansen, 1885)
- Chondrocladia arenifera Brøndsted, 1929
- Chondrocladia asigmata Lévi, 1964
- Chondrocladia burtoni Tendal, 1973
- Chondrocladia clavata Ridley & Dendy, 1886
- Chondrocladia concrescens (Schmidt, 1880)
- Chondrocladia crinita Ridley & Dendy, 1886
- Chondrocladia dichotoma Lévi, 1964
- Chondrocladia fatimae Boury-Esnault & van Beveren, 1982
- Chondrocladia gigantea (Hansen, 1885)
- Chondrocladia gracilis Lévi, 1964
- Chondrocladia guiteli Topsent, 1904
- Chondrocladia koltuni Vacelet, 2006
- Chondrocladia lampadiglobus Vacelet, 2006
- Chondrocladia latrunculioides Lopes, Bravo & Hajdu, 2011
- Chondrocladia levii Cristobo, Urgorri & Rios, 2005
- Chondrocladia lyra Lee, Reiswig, Austin & Lundsten, 2012
- Chondrocladia magna Tanita, 1965
- Chondrocladia michaelsarsi Arnesen, 1920
- Chondrocladia multichela Lévi, 1964
- Chondrocladia nani Boury-Esnault & van Beveren, 1982
- Chondrocladia nicolae Cristobo, Urgorri & Rios, 2005
- Chondrocladia nucleus (Hansen, 1885)
- Chondrocladia occulta (Lehnert, Stone & Heimler, 2006)
- Chondrocladia pulvinata Lévi, 1993
- Chondrocladia robertballardi Cristobo, Rios, Pomponi & Xavier, 2015
- Chondrocladia schlatteri Lopes, Bravo & Hajdu, 2011
- Chondrocladia scolionema Lévi, 1993
- Chondrocladia stipitata Ridley & Dendy, 1886
- Chondrocladia tasmaniensis Vacelet, Kelly, Schlacher-Hoenlinger, 2009
- Chondrocladia turbiformis Vacelet, Kelly, Schlacher-Hoenlinger, 2009
- Chondrocladia vaceleti Cristobo, Urgorri & Rios, 2005
- Chondrocladia verticillata Topsent, 1920
- Chondrocladia virgata Thomson, 1873
- Chondrocladia yatsui Topsent, 1930